# Кондратьев, Василий Кириллович
Василий Кириллович Кондра́тьев (16 ноября 1967, Ленинград — 25 сентября 1999, Санкт-Петербург) — российский поэт, прозаик, переводчик.

## Биография
Родился в Ленинграде. Отец — геофизик, академик К. Я. Кондратьев, мать — филолог Л. Г. Морозова (Кондратьева). Учился на историческом факультете Ленинградского государственного университета, изучал историю искусства.
Стихи начал писать в 15 лет. С конца 1980-х публиковал стихи, прозу, эссе, переводы с английского и французского в «Митином журнале», затем в журналах «Звезда Востока», «Родник», «Место печати», «Черновик». Первая и единственная книга прозы «Прогулки» вышла в 1993 г. в книжной серии «Митиного журнала». К середине 1990-х перестал писать стихи, сосредоточившись на прозе. Автор предисловий к книге Т. де Квинси «Исповедь англичанина, употребляющего опиум» (в сборнике «Опиум»; М., 1999) и полному собранию прозы Ю. Юркуна «Дурная компания» (СПб.: Терра; Азбука, 1995).
В переводе Кондратьева издана книга Х. Уолпола «Иероглифические сказки», произведения А. Мишо, Ф. Понжа, П. Боулза, Э. Родити, Л. Зуковски, Дж. де Кирико, М. Палмера и др. В 1994 г. выступил редактором сборника «24 поэта и 2 комиссара», журнала «Поэзия и критика» (вышел один номер). В том же году в Петербурге организовал и провёл литературный фестиваль «Открытие поэзии», объединивший деятелей неофициальной культуры и ставший, по словам А. Скидана, «подлинным открытием и прорывом».
Лауреат премии Андрея Белого 1998 г. в номинации «Проза».
Погиб в результате несчастного случая: согласно воспоминаниям Дмитрия Кузьмина, «он погиб очень питерской литературной смертью: повёл каких-то знакомых на экскурсию по городским крышам и, показывая им с крыши дом, где жил Михаил Кузмин, сорвался вниз. С учётом того, чем он занимался в литературе, эта смерть встала как влитая в его биографию, потому что был он прямой наследник самой теневой петербургской литературной линии, шедшей от Кузмина к Николеву, Дмитрию Максимову и другим до сих пор полулегендарным фигурам».
Похоронен на Северном кладбище.

## Отзывы
Электризующий его прозу (особенно книгу «Прогулки») декадансный импульс почерпнут из уроков, преподнесенных в его франкофильскую юность книгами Лафорга, Аполлинера, Бретона, Мандиарга и т. п. — уроками ужаса и благолепия перед отшлифованной, андрогинной машиной письма, перед её перемалывающей все и вся работой на износ и на кон. Фатум настоящего декадента, каковым и был Василий, — низвергаться в её жернова, зондируя там разрыв между спиритуальной легкостью, невесомостью внутренней речи и тяжеловесной монотонностью языковых механизмов и агрегатов. Проза Василия — полигонный образец того, как запущенная на полные обороты машина письма съедает саму себя, а заодно и фигуру пишущего.— Дмитрий Голынко

Линия побега, линия «романтиков» и «проклятых», с необитаемого заброшенных на некий умозрительный Васильевский остров, совпадает с линией сопротивления канонизированным, популярным формам, на которых уже оттиснуто клеймо рыночной стоимости. Откликаясь на отправленное нам приглашение к странствию, мы встречаемся с изысканным интернациональным составом, по этой линии прописанным: Одоевским и Рене Домалем, Юркуном и Полом Боулзом, Андреем Николевым и Эдуардом Родити. В других текстах возникнут другие, но опять же из тех, что не на слуху. Подчас их речи не без щегольства вынесены в эпиграф, однако никогда не производят впечатление вымышленных. Автор расписывается в чем-то, что явно противоположно ходовому товару и что ему дорого как еще не ставший в витрине штампованной брошью перл. Между тем явственно ощутимый в этой прозе стилистический излом обязан своим происхождением не только англо-французскому подстрочнику, заставляющему русскую речь звучать на старомодный аристократический лад, но в первую голову — историческому слому двадцатых, свидетельством которому романы Вагинова, Николева, Ильязда.— Александр Скидан

## Публикации

### Книги
- Прогулки: [Рассказы] / Графика В. Урман-Куслик. — СПб.: Борей; Митин журнал, 1993. — 104 с. — 300 экз. — ISBN 5-7187-0055-9.
- Ценитель пустыни: Собрание стихотворений / Сост. А. Скидана; вступ. ст. и комм. К. Корчагина. — СПб.: Порядок слов, 2016. — 192 с. — 300 экз. — ISBN 978-5-905586-20-0.
- Показания поэтов: Повести, рассказы, эссе, заметки / Предисл. И. Вишневецкого; сост. А. Скидана, Вл. Эрля. — М.: Новое литературное обозрение, 2020. — 712 с. — 1000 экз. — ISBN 978-5-4448-1162-7.

### В периодике
- Аркан и Психея: Стихи // Митин журнал. 1989. № 26. [Самиздат.]
- Жизнь Андрея Николева: Этюд с комментариями // Митин журнал. 1989. № 30. [Самиздат.] Переизд.: Место печати. 1992. № 1; Русская проза: Вып. А. — СПб.: ИНАПРЕСС, 2011. С. 129—136.
- Предчувствие эмоционализма (М.А. Кузмин и «новая поэзия») // Митин журнал. 1990. № 34. [Самиздат.] Переизд.: Михаил Кузмин и русская культура XX века: Тезисы и материалы конференции. — Л., 1990. С. 32—36.
- Прогулки, по ином Тристане: [Стихи] // Митин журнал. 1990. № 35. [Самиздат.]
- Ценитель пустыни: [Стихи] // Митин журнал. 1991. № 37. [Самиздат.]
- Девушка с башни; Соломон: [Рассказы] // Митин журнал. 1991. № 39. [Самиздат.]
- Сабаста (Избранные главы) // Черновик. 1991. № 5.
- [Стихи] // Звезда Востока. 1992. № 1.
- Фамильные черты: Рассказы // Митин журнал. 1992. № 47/48. [Самиздат.]
- Мурзилка // Место печати. 1992. № 2.
- [Стихи] // Черновик. 1992. № 6.
- [Проза] // Звезда Востока. 1993. № 4.
- Зеленый монокль // Место печати. 1993. № 3.
- [Стихи] // Черновик. 1993. № 9.
- Из книги «Кабинет фигур» // Комментарии. 1994. № 3.
- Машина: [Эссе] // Место печати. 1994. № 6.
- [Стихи] // Многоточие. 1994. № 1.
- Любители любовей: Каталог выставки «Метафоры отрешения». СПб., 1996.
- Русская исповедь [Об отношении к наркотикам в русской литературе] // Опиум. — М.: Рандеву-АМ, 1999.
- Из неизданного: [Проза] / Публикация В. Эрля // Митин журнал. 2005. № 63. — Тверь: KOLONNA Publications; Митин журнал, 2005. С. 278—317.
- По развалинам: Стихи 1985—1988 годов / Публикация Г. Морева // Воздух. 2008. № 4. С. 160—164.
- Смысл, которого не бывает // Новые облака. 2014. № 3-4.

### Переводы
- Поэты журнала О.БЛиК: Кларк Кулидж, Карла Гарриман, Клейтон Эшлеман, Джером Ротенберг / Перевод и предисловие В. Кондратьева // Митин журнал. 1990. № 31. [Самиздат.]
- Бретон А., Супо Ф. Как Вам угодно: Пьеса // Митин журнал. 1991. № 41. С. 84—107. [Самиздат.]
- Мишо А. Поэты путешествуют // Звезда Востока. 1992. № 5.
- Кулидж К. Стихи // Звезда Востока. 1992. № 6.
- Саки. Псы судьбы: Рассказы // Митин журнал. 1992. № 45/46. [Самиздат.]
- Эшлеман К. Стихи // Звезда Востока. 1992. № 11/12.
- Боулз П., Родити Э. Письма из наверняка // Митин журнал. 1993. № 49. С. 64—121.
- Понж Ф. О двух личных механизмах // Звезда Востока. 1993. № 2.
- Крили Р. Числа и другие произведения // Митин журнал. 1994. № 51. С. 227.
- Витон Ж.-Ж. Две поэмы // Комментарии. 1995. № 5.
- Зуковски Л. Найденные предметы // Звезда Востока. 1995. № 6.
- Кирико Дж. Гебдомерос (Отрывки из книги) // Митин журнал. 1999. № 57.
- Уолпол Г. Иероглифические сказки // Митин журнал. 2001. № 59. Отдельное издание: Уолпол Х. Иероглифические сказки / Пер. В. Кондратьева и Е. Ракитиной. — Тверь: KOLONNA Publications; Митин журнал, 2005.